# Pierre Grassou
Pierre Grassou est une nouvelle d’Honoré de Balzac publiée en 1840 dans un volume collectif intitulé Babel, puis insérée dans les Scènes de la vie parisienne du cycle de La Comédie humaine.
L’auteur propose une réflexion sur les rapports de la bourgeoisie avec l’art, plus particulièrement la peinture. Il regrette le manque de discernement du public lors des expositions et la prétention de peintres « à peine sortis de l’œuf » et n’ayant jamais fait preuve de leur talent. Il en tire une fable bouffonne, sorte de farce où tel est pris qui croyait prendre. Balzac critique aussi le nivellement démocratique qui engendre un relativisme dans l'art, notamment par l'absence de présélection au Salon. L'œuvre est alors jugée en fonction du « politiquement correct » du thème, les chouans lors de la Restauration, et de l'auteur, Grassou, merveilleusement bourgeois.

## Résumé
Pierre Grassou, sous le nom de Fougères, ville où il est né, est un peintre médiocre qui vit tout de même de sa peinture car le vieil escroc Élias Magus lui commande des copies de grands maîtres (Titien, Raphaël et nombre d’artistes reconnus) pour les faire passer pour des peintures authentiques. Élias Magus vend très cher ces faux aux petits-bourgeois incapables d’apprécier la « bonne peinture ». Furieusement entiché d’art, M. Vervelle, ancien marchand de bouteilles très riche, est amené dans l’atelier de Pierre Grassou par Magus qui lui fait croire qu’il a devant lui un grand maître, qui plus est possédant des économies.
M. et Mme Vervelle sont enchantés par ce jeune homme qui rivalise avec (ou plutôt copie) Rembrandt, Rubens, et qui ferait un excellent mari pour leur fille. Pierre Grassou est invité à Ville-d'Avray dans leur maison ridiculement décorée, qui contient néanmoins une immense collection où le mauvais peintre reconnaît ses propres copies. Évidemment, bien que peu scrupuleux, Pierre Grassou est conscient de sa médiocrité. Ses amis l’ont beaucoup exhorté à travailler, à sortir de ce qu’ils pensent être une impasse artistique, et qui l’est vraiment car, malgré sa fortune, son beau mariage, les honneurs et le rang auquel il finit par accéder, Pierre Grassou reste amer, humilié par le mépris des vrais artistes. Et même s'il ne connaît pas le bonheur qu’il espérait, il tire une certaine satisfaction de pouvoir acheter les œuvres de ses rivaux pour remplacer les copies de grands maîtres vendues aux Vervelle.